# Copa Gordon Bennett (para aviões)

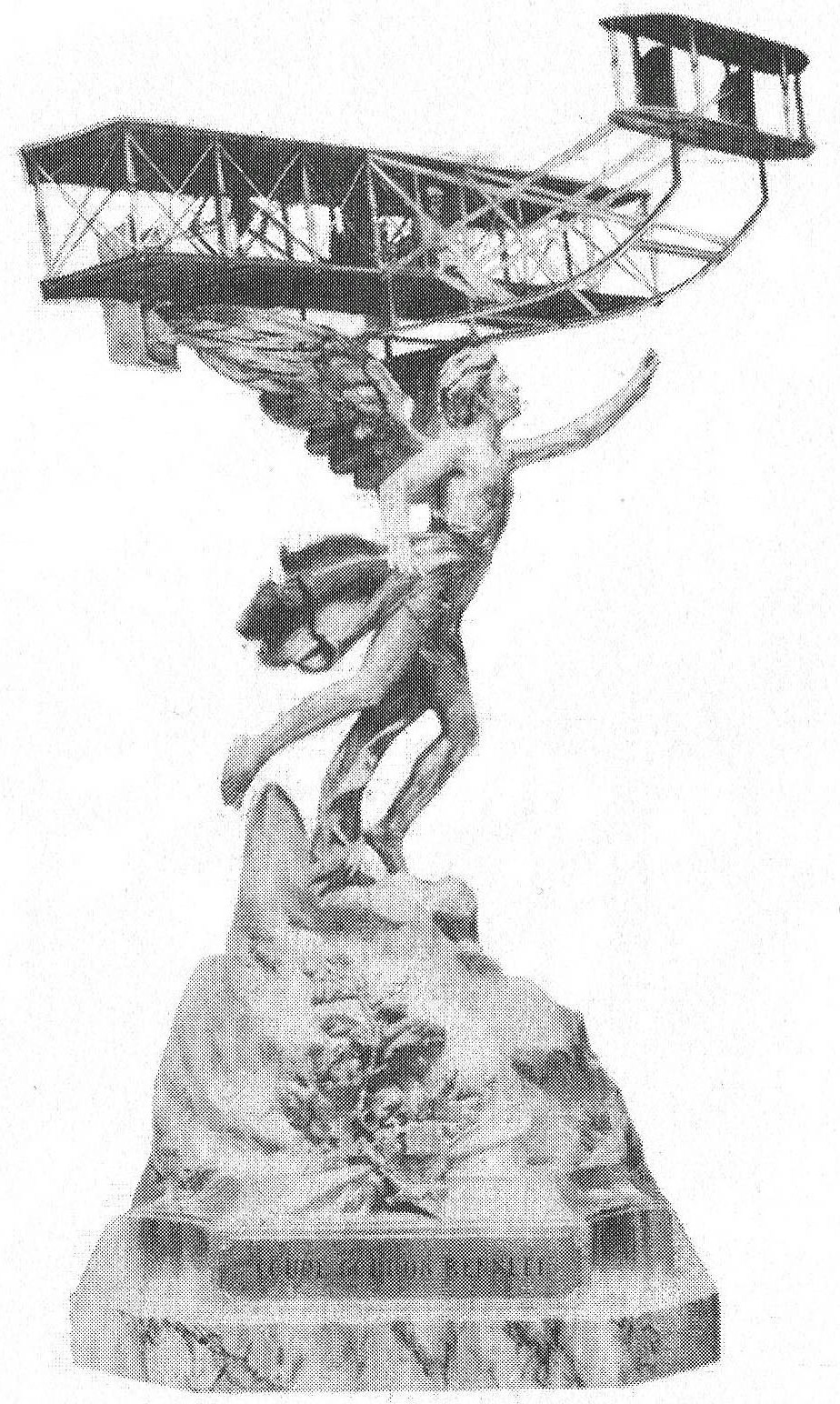
Gordon Bennett Cup
de 1906.

Conhecida como Gordon Bennett Cup (em francês: "Trophée d'Aviation Gordon Bennett") - foi oferecida ao Aéro-Club de France por Gordon Bennett, dono do jornal New York Herald em dezembro de 1908.
As regras das competições pelo troféu eram as mesmas da Copa Schneider: cada corrida era sediada no país que havia vencido a corrida anterior, e o troféu ficaria em posse definitiva do país cujos times vencessem a prova três vezes seguidas.
Com isso, depois da vitória de Joseph Sadi-Lecointe na corrida de 1920, o troféu ficou na posse permanente do Aéro-Club de France.
A prova ocorreu de 1909 a 1913, foi suspensa durante a Primeira Guerra Mundial retornando em 1920.

## Histórico
Após o sucesso da competição de balões Gordon Bennett, que se tornou a competição mais importante para o esporte, Gordon Bennett anunciou uma competição para aeronaves motorizadas em dezembro de 1908, encomendando um troféu de André Auroc, o escultor que havia criado os troféus para ambos os competições de balões e automóveis. A formulação das regras de competição foi confiada ao Aéro-Club de France. Foi decidido que cada nação competidora teria permissão para formar uma equipe de três competidores.
A competição de 1909 foi realizada como parte da Grande Semaine d'Aviation realizada em Reims, na França, e consistiu em duas voltas de um circuito de 10 km (6,2 mi). Como as competições subsequentes, não foi uma corrida direta, mas um contra-relógio, com os competidores decolando separadamente. À medida que as aeronaves se tornavam mais rápidas e seus motores mais confiáveis, a distância a ser percorrida aumentava a cada ano.
A última competição foi realizada em 1920 nas comunas francesas de Orléans e Étampes. Ao contrário das realizadas antes da Primeira Guerra Mundial, que eram em percursos curtos marcados por torres, a competição era disputada entre dois pontos separados por 50 km por causa da velocidade crescente das aeronaves. Joseph Sadi-Lecointe venceu em um tempo de 1 hora, 6 minutos e 17,2 segundos, enquanto o aviador francês Bernard de Roumanet terminou em segundo em um tempo de 1 hora, 39 minutos e 6,9 segundos.

## Vencedores
| Ano  | Local da Prova              | País / Piloto Vencedor | Tipo do Avião         | Distância | Tempo            | Velocidade  |
| ---- | --------------------------- | ---------------------- | --------------------- | --------- | ---------------- | ----------- |
| 1909 | Reims, França               | Glenn Curtiss          | Curtiss No. 2         | 20 km     | 15 min 50,6 s    | 75,27 km/h  |
| 1910 | Nova Iorque, Estados Unidos | Claude Grahame-White   | Blériot XI            | 100 km    | 1 h 1 min 4,74 s | 98,23 km/h  |
| 1911 | Eastchurch, Inglaterra      | Charles Weymann        | Nieuport II           | 150 km    | 1 h 1 min 36,2 s | 125,69 km/h |
| 1912 | Chicago, Estados Unidos     | Jules Védrines         | Deperdussin Monocoque | 200 km    | 1 h 10 min 56 s  | 169,37 km/h |
| 1913 | Reims, França               | Maurice Prévost        | Deperdussin Monocoque | 200 km    | 59 min 45,6 s    | 200,8 km/h  |
| 1920 | Orléans França              | Joseph Sadi-Lecointe   | Nieuport 29           | 300 km    | 1 h 6 min 17,2 s | 271,55 km/h |